# Sergejs Žoltoks
Sergejs Žoltoks (également appelé Sergei Zholtok) — né le 2 décembre 1972 à Riga en République socialiste soviétique de Lettonie ; mort le 3 novembre 2004 — est un joueur professionnel letton de hockey sur glace.

## Carrière de joueur
Il joua 10 saisons dans la Ligue nationale de hockey pour les Bruins de Boston, les Sénateurs d'Ottawa, les Canadiens de Montréal, les Oilers d'Edmonton, le Wild du Minnesota et les Predators de Nashville. 
Žoltoks fut repêché par les Bruins 55e au total au repêchage d'entrée dans la LNH 1992. Avant cette sélection, il remporta avec l'Équipe d'URSS de hockey sur glace le Championnat du monde junior de hockey sur glace de 1992.
Après 27 matchs pour les Bruins en 1992-1993 et en 1993-1994, il passe quelques saisons dans les ligues mineures avant de revenir à la LNH pour de bon en 1996-1997.
Pendant le lock-out de 2004-2005, Žoltoks retourna en Lettonie pour endosser l'uniforme du HK Riga 2000 du Championnat de Lettonie de hockey sur glace et du Championnat de Biélorussie de hockey sur glace.
En janvier 2003, il dut quitter un match à cause d'une arythmie cardiaque. Il fut gardé sous observation par les médecins pendant la nuit et après avoir raté 7 matchs, on lui permit de revenir au jeu.
Le 3 novembre 2004, son arythmie cardiaque refait surface pendant un match entre le Rīga 2000 et le Dinamo Minsk. Žoltoks quitte la glace avec 5 minutes à faire dans le match, s'effondrant et mourant en entrant dans le vestiaire. Les médecins biélorusses annoncèrent que son décès fut causé par un infarctus du myocarde majeur.
En 588 matchs de saison régulière, Žoltoks amassa 111 buts et 147 passes.
Il laisse derrière lui sa femme Anna et ses fils Edgar et Nikita. Sergejs Žoltoks est enterré au cimetière orthodoxe Ivana kapi [Cimetière d'Ivan] à Riga.

## Statistiques
Pour les significations des abréviations, voir Statistiques du hockey sur glace.
| Saison     | Équipe                   | Ligue      |     | Saison régulière | Saison régulière | Saison régulière | Saison régulière | Saison régulière |   | Séries éliminatoires | Séries éliminatoires | Séries éliminatoires | Séries éliminatoires | Séries éliminatoires |
| Saison     | Équipe                   | Ligue      | PJ  | B                | A                | Pts              | Pun              | PJ               | B | A                    | Pts                  | Pun                  |                      |                      |
| 1990-1991  | Dinamo Riga              | Superliga  | 39  | 4                | 0                | 4                | 16               | -                | - | -                    | -                    | -                    |                      |                      |
| 1991-1992  | Riga Pardaugava          | Superliga  | 27  | 6                | 3                | 9                | 6                | -                | - | -                    | -                    | -                    |                      |                      |
| 1992-1993  | Bruins de Providence     | LAH        | 64  | 31               | 35               | 66               | 57               | 6                | 3 | 5                    | 8                    | 4                    |                      |                      |
| 1992-1993  | Bruins de Boston         | LNH        | 1   | 0                | 1                | 1                | 0                | -                | - | -                    | -                    | -                    |                      |                      |
| 1993-1994  | Bruins de Providence     | LAH        | 54  | 29               | 33               | 62               | 16               | -                | - | -                    | -                    | -                    |                      |                      |
| 1993-1994  | Bruins de Boston         | LNH        | 24  | 2                | 1                | 3                | 2                | -                | - | -                    | -                    | -                    |                      |                      |
| 1994-1995  | Bruins de Providence     | LAH        | 78  | 23               | 35               | 58               | 42               | 13               | 8 | 5                    | 13                   | 6                    |                      |                      |
| 1995-1996  | Thunder de Las Vegas     | LIH        | 82  | 51               | 50               | 101              | 30               | 15               | 7 | 13                   | 20                   | 6                    |                      |                      |
| 1996-1997  | Thunder de Las Vegas     | LIH        | 19  | 13               | 14               | 27               | 20               | -                | - | -                    | -                    | -                    |                      |                      |
| 1996-1997  | Sénateurs d'Ottawa       | LNH        | 57  | 12               | 16               | 28               | 19               | 7                | 1 | 1                    | 2                    | 0                    |                      |                      |
| 1997-1998  | Sénateurs d'Ottawa       | LNH        | 78  | 10               | 13               | 23               | 16               | 11               | 0 | 2                    | 2                    | 0                    |                      |                      |
| 1998-1999  | Canadiens de Montréal    | LNH        | 70  | 7                | 15               | 22               | 6                | -                | - | -                    | -                    | -                    |                      |                      |
| 1998-1999  | Canadiens de Frédéricton | LAH        | 7   | 3                | 4                | 7                | 0                | -                | - | -                    | -                    | -                    |                      |                      |
| 1999-2000  | Citadelles de Québec     | LAH        | 1   | 0                | 1                | 1                | 2                | -                | - | -                    | -                    | -                    |                      |                      |
| 1999-2000  | Canadiens de Montréal    | LNH        | 68  | 26               | 12               | 38               | 28               | -                | - | -                    | -                    | -                    |                      |                      |
| 2000-2001  | Canadiens de Montréal    | LNH        | 32  | 1                | 10               | 11               | 8                | -                | - | -                    | -                    | -                    |                      |                      |
| 2000-2001  | Oilers d'Edmonton        | LNH        | 37  | 4                | 16               | 20               | 22               | 3                | 0 | 0                    | 0                    | 0                    |                      |                      |
| 2001-2002  | Wild du Minnesota        | LNH        | 73  | 19               | 20               | 39               | 28               | -                | - | -                    | -                    | -                    |                      |                      |
| 2002-2003  | Wild du Minnesota        | LNH        | 78  | 16               | 26               | 42               | 18               | 18               | 2 | 11                   | 13                   | 0                    |                      |                      |
| 2003-2004  | Wild du Minnesota        | LNH        | 59  | 13               | 16               | 29               | 19               | -                | - | -                    | -                    | -                    |                      |                      |
| 2003-2004  | Predators de Nashville   | LNH        | 11  | 1                | 1                | 2                | 0                | 6                | 1 | 0                    | 1                    | 0                    |                      |                      |
| 2004-2005  | HK Riga 2000             | Bélarus    | 6   | 4                | 3                | 7                | 12               | -                | - | -                    | -                    | -                    |                      |                      |
| Totaux LNH | Totaux LNH               | Totaux LNH | 588 | 111              | 147              | 258              | 166              | 45               | 4 | 14                   | 18                   | 0                    |                      |                      |